# 오이즈미촌 (야마나시현)
오이즈미촌(大泉村)은 야마나시현 기타코마군에 놓여졌던 촌이다.
2004년 11월 1일 기타코마군 내의 6개 정촌과 신설 합병해 호쿠토시가 되었다. 현재는 호쿠토시 오이즈미정이 되어 자치체는 폐지되었다.

## 역사
- 1889년 4월 1일 - 정촌제 시행과 함께 오이즈미촌 단독으로 자치체를 형성하였다.
- 2004년 11월 1일에 기타코마 군(北巨摩郡) 아케노 촌(明野村), 스타마 정(須玉町), 다카네 정(高根町), 나가사카 정(長坂町), 하쿠슈 정(白州町), 무카와 촌(武川村)과 합병해 호쿠토시가 되었다. 동일 오이즈미촌은 폐지되었다.

## 교통

### 철도
- 동일본 여객철도
  - 고우미 선